# Diplazium pulchrum
Diplazium pulchrum là một loài thực vật có mạch trong họ Woodsiaceae. Loài này được Tagawa miêu tả khoa học đầu tiên năm 1935.